# Campeonato Indonésio de Patinação Artística no Gelo
O Campeonato Indonésio de Patinação Artística no Gelo é uma competição nacional anual de patinação artística no gelo da Indonésia.
A competição determina os campeões nacionais e os representantes da Indonésia em competições internacionais como Campeonato Mundial, Campeonato Mundial Júnior, Campeonato dos Quatro Continentes e os Jogos Olímpicos de Inverno.

## Edições
| Ano (Edição) | Cidade sede | Sênior | Sênior | Ref         |
| Ano (Edição) | Cidade sede | M      | F      | Ref         |
| ------------ | ----------- | ------ | ------ | ----------- |
| 2014         | Bandung     | •      | –      | [ 1 ] [ 2 ] |
| 2015         | Jacarta     | •      | •      | [ 3 ] [ 4 ] |
| 2016         | Jacarta     | •      | •      | [ 5 ] [ 6 ] |

## Lista de medalhistas

### Individual masculino
| Evento                  | Ouro             | Prata                   | Bronze                  |
| Bandung 2014 (detalhes) | William Sutrisna | nenhum outro competidor | nenhum outro competidor |
| Jacarta 2015 (detalhes) | Alberto Widjaja  | nenhum outro competidor | nenhum outro competidor |
| Jacarta 2016 (detalhes) | Alberto Widjaja  | nenhum outro competidor | nenhum outro competidor |

### Individual feminino
| Evento                  | Ouro                  | Prata                 | Bronze                    |
| Jacarta 2015 (detalhes) | Anna Patricia Purnomo | Nurul Ayinie Sulaeman | nenhuma outra competidora |
| Jacarta 2016 (detalhes) | Nurul Ayinie Sulaeman | Anna Patricia Purnomo | nenhuma outra competidora |